# Seimu
L'Emperador Seimu (成務天皇, Seimu Tennō) és 13è emperador del Japó que apareix a la tradicional llista d'emperadors.
No existeixen dades exactes sobre aquest emperador, cosa que ha dut a molts historiadors a considerar-lo com a llegendari. La tradició li atribueix el naixement el 83 i la mort l'any 191 i situa el començament del seu regnat el 131.